# Vincly
Vincly ist eine Gemeinde im Norden Frankreichs. Sie gehört zur Region Hauts-de-France (vor 2016 Nord-Pas-de-Calais), zum Département Pas-de-Calais, zum Arrondissement Montreuil und zum Kanton Fruges. Sie grenzt im Norden an Reclinghem, im Nordosten an Bomy, im Südosten an Beaumetz-lès-Aire, im Süden an Matringhem und im Westen an Mencas.

## Bevölkerungsentwicklung
| Jahr      | 1962 | 1968 | 1975 | 1982 | 1990 | 1999 | 2008 | 2014 |
| --------- | ---- | ---- | ---- | ---- | ---- | ---- | ---- | ---- |
| Einwohner | 187  | 176  | 146  | 142  | 141  | 121  | 153  | 151  |